# Пьер-Габриэль, Ронаэль
Ронаэ́ль Жюлье́н Пьер-Габриэ́ль (фр. Ronaël Julien Pierre-Gabriel 13 июня 1998) — французский футболист, правый защитник загребского «Динамо».

## Клубная карьера

### «Сент-Этьен»
Ронаэль Пьер-Габриэль провёл первый матч за основную команду 29 ноября 2015 года в 15-м туре чемпионата Франции 2015/16 с «Генгамом», выйдя в стартовом составе «Сент-Этьена» на позиции правого защитника. Француз стал пятым по возрасту футболистом в истории клуба, дебютировавшем в высшем дивизионе после Лорана Паганелли, Лорана Русси, Аллана Сен-Максимена и Курта Зума. В том матче 17-летний игрок провёл на поле 61 минуту, после чего был заменён Пьером-Ивом Полома. «Сент-Этьен» разгромил соперника со счётом 3:0. Следующий матч в Лиге 1 для Пьера-Габриэля состоялся 13 декабря в 18-м туре против «Монако». На 69-й минуте футболист вышел на замену атакующему полузащитнику Рено Коаду. К тому времени «стефануа» остались вдесятером после удаления правого защитника Кевина Малькюи, и тактический ход главного тренера Кристофа Гальтье был призван закрыть образовавшуюся «дыру» на фланге обороны. «Зелёные» не смогли взять очки в том матче, в итоге проиграв с минимальным счётом.
16 декабря Пьер-Габриэль отыграл полный матч 1/8 финала Кубка лиги против «ПСЖ», закончившемся поражением «Сент-Этьена» со счётом 0:1. Игрок отметился жёлтой карточкой, полученной на 41-й минуте. 21 января 2016 года француз вышел в стартовом составе на игру 4-го раунда Кубка Франции с «Аяччо» и провёл на поле 90 минут и полчаса дополнительного времени. В итоге «стефануа» одержали победу со счётом 2:1 и прошли в следующий раунд турнира.

### «Монако»
В июле 2018 года, Ронаэль Пьер-Габриэль стал игроком французского футбольного клуба «Монако», сумма трансфера составила 6 млн евро, контракт подписан до 2023 года.

## Статистика
| Сезон           | Клуб            | Дивизион        | Лига  | Лига | Кубок | Кубок | Евро  | Евро | Всего | Всего |
| Сезон           | Клуб            | Дивизион        | Матчи | Голы | Матчи | Голы  | Матчи | Голы | Матчи | Голы  |
| --------------- | --------------- | --------------- | ----- | ---- | ----- | ----- | ----- | ---- | ----- | ----- |
| 2015/16         | Сент-Этьен      | Лига 1          | 5     | 0    | 3     | 0     | 0     | 0    | 8     | 0     |
| 2016/17         | Сент-Этьен      | Лига 1          | 14    | 0    | 0     | 0     | 0     | 0    | 14    | 0     |
| 2017/18         | Сент-Этьен      | Лига 1          | 4     | 0    | 0     | 0     | 0     | 0    | 4     | 0     |
| Всего в карьере | Всего в карьере | Всего в карьере | 23    | 0    | 3     | 0     | 0     | 0    | 26    | 0     |